# Étui de doigt et d'orteil dans l'Égypte antique
Pour les articles homonymes, voir étui.

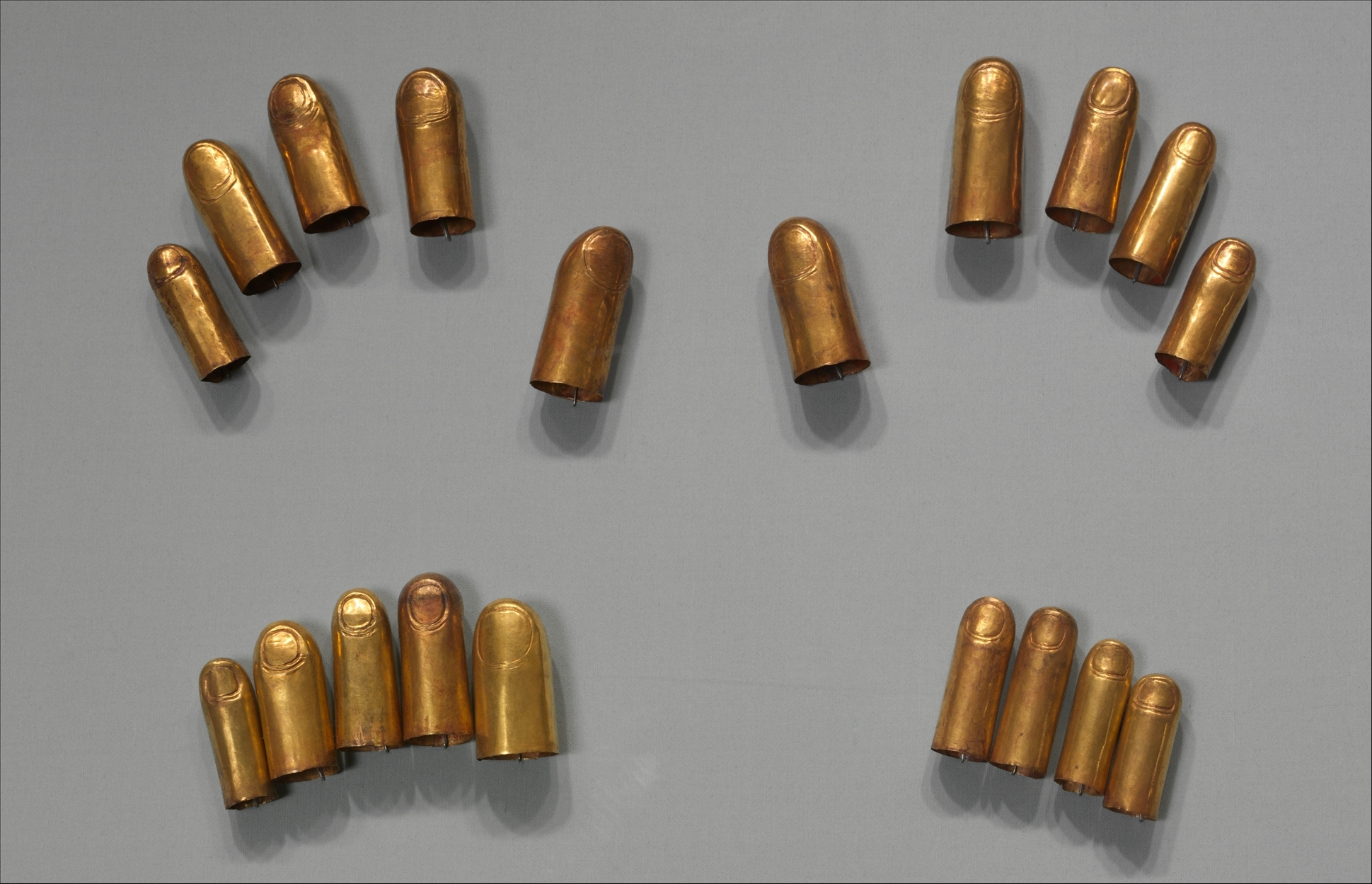
Collection d'étuis de doigts et d'orteils du Metropolitan Museum of Art, datant du avant notre ère.

Les étuis pour les doigts et les orteils sont des pièces de joaillerie en or utilisées pour protéger les doigts pendant l'enterrement. Ils étaient utilisés au cours de la XVIIIe dynastie, ainsi qu'à d'autres époques, et étaient censés protéger le défunt contre les dangers magiques et physiques, tels que les dommages pouvant survenir au cours du processus de momification. En outre, ils étaient parfois utilisés pour remplacer les doigts manquants du défunt, car on croyait qu'un corps complet était nécessaire pour un passage réussi dans l'au-delà. Cette croyance reflète le mythe d'Osiris, dont le corps a été reconstitué par sa femme Isis, ce qui lui a permis de devenir la première momie. Afin d'assurer la protection magique du défunt, une prière était adressée à Osiris au moment de la création des étuis.
Les étuis étaient souvent très détaillés, avec des ongles sculptés et d'autres caractéristiques, comme des anneaux [...].
Certaines momies ont été enterrées avec des prothèses qu'elles utilisaient de leur vivant, plutôt qu'avec des étuis d'orteil créés spécifiquement pour l'enterrement. Ces étuis étaient le plus souvent trouvés sur les dépouilles de membres de la cour royale. Des étuis d'orteils ont été découverts dans la tombe de Toutânkhamon et un ensemble presque complet d'étuis de doigts et d'orteils a été découvert dans la tombe de trois des épouses de Thoutmôsis III à Thèbes. Les bijoux des épouses sont actuellement exposés au Metropolitan Museum of Art. Les étuis de cette tombe sont parmi les plus anciens connus, datant du début de la XVIIIe dynastie.
Un exemple plus tardif d'étuis d'orteil provient de la tombe de Psousennès Ier, souverain de la XXIe dynastie.
Bien que de nombreux exemples d'étuis de doigt et d'orteil datent de la XVIIIe dynastie, ils ont été utilisés pendant une grande partie de l'Égypte antique, y compris pendant les périodes ptolémaïque et romaine. Par exemple, une momie de cette période a été trouvée avec des étuis de doigts en or sculpté, similaires à celles découvertes à des périodes antérieures.
En général, la royauté et les classes supérieures ont des étuis en or ou en argent, mais les Égyptiens moins riches utilisaient d'autres matériaux, notamment le bois, la pierre et/ou la boue.

## Photos

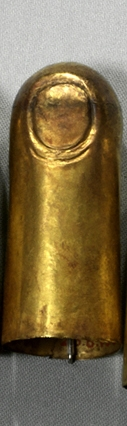
Un étui de doigt
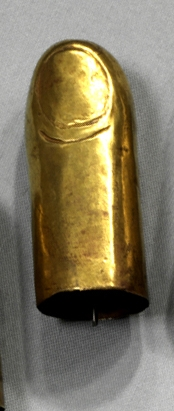
Un étui d'orteil
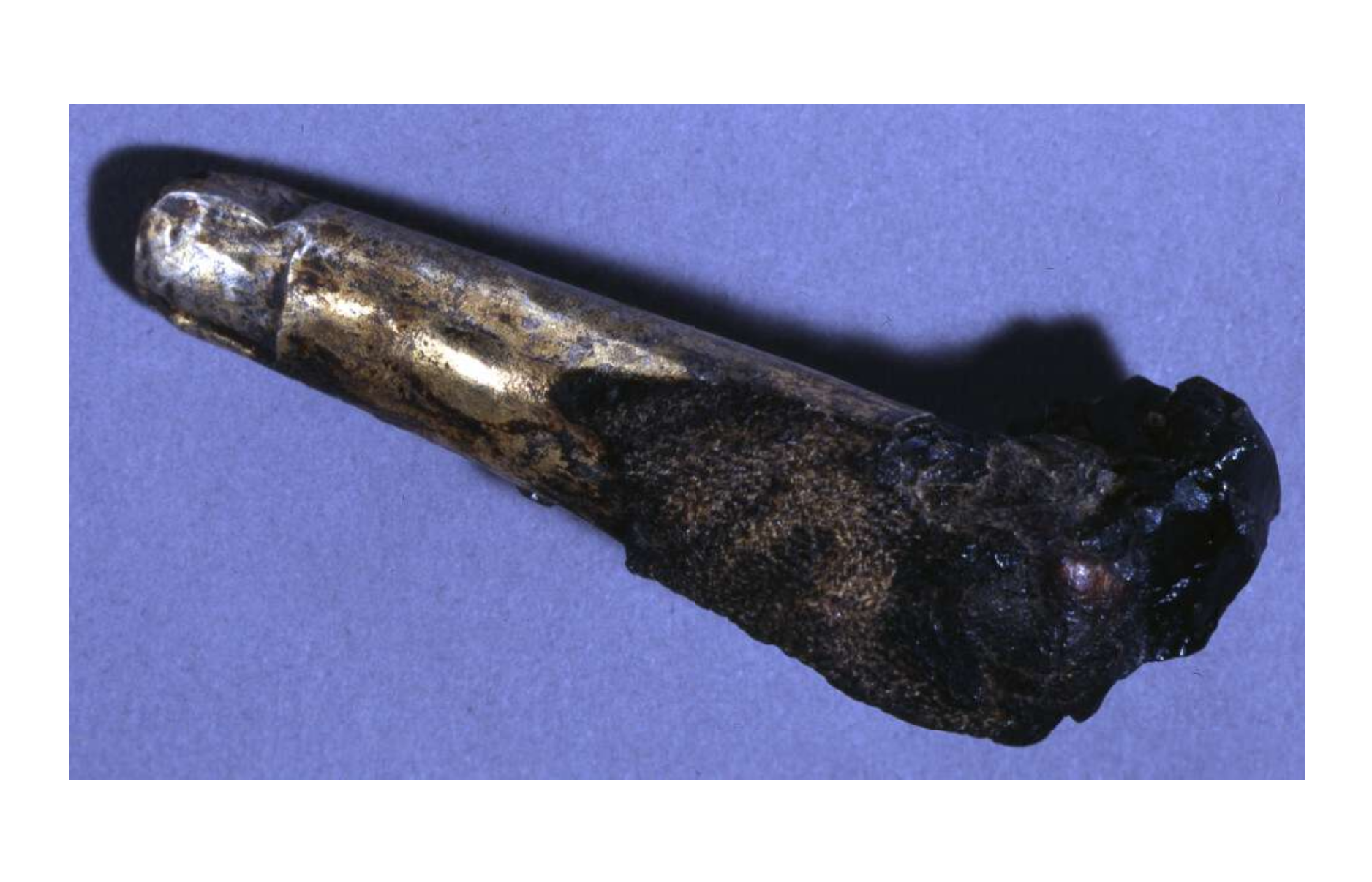
Doigt de momie encastré dans un étui d'argent